# Wiktor Prochorowitsch Jakuschew
Wiktor Prochorowitsch Jakuschew (russisch Виктор Прохорович Якушев; * 16. November 1937 in Moskau; † 5. Juli 2001 ebenda) war ein russischer Eishockeyspieler.

## Karriere
Während seiner Karriere spielte der Stürmer bei HK Lokomotive Moskau. Insgesamt erzielte er 162 Tore in 400 Spielen in der sowjetischen Liga. Schon früh wurde er in das Team der sowjetischen Eishockeynationalmannschaft berufen. Am 1. Januar 1959 stand er in einem Spiel gegen die USA zum ersten Mal für die Sbornaja auf dem Eis. Seine internationale Karriere wurde mit der Goldmedaille bei den Olympischen Winterspielen 1964 gekrönt. Vier Jahre zuvor hatte er mit seiner Mannschaft bereits die Bronzemedaille gewonnen. Für die Nationalmannschaft erzielte er 50 Tore in 134 Länderspielen. Bei den Eishockey-Weltmeisterschaften wurde er 1964 in das All-Star Team gewählt und wurde viermal mit seiner Mannschaft Weltmeister (1963, 1965, 1966 und 1967). 1963 wurde er in die „Russische Hockey Hall of Fame“ aufgenommen. Am 24. Januar 1968 bestritt er sein letztes Länderspiel. Jakuschew wurde von einer Gruppe Jugendlicher in den Straßen Moskaus attackiert und erlag am 5. Juli 2001 im Alter von 64 Jahren seinen schweren Verletzungen.